# Trio EDF
Pour les articles homonymes, voir EDF (homonymie).
Le Trio EDF, ou Trio Ewen Delahaye Favennec, rassemble les trois musiciens bretons Patrick Ewen, Gérard Delahaye et Melaine Favennec. Le trio, formé en 1999, propose une chanson française folk et parfois de la chanson bretonne aux sonorités celtiques. Ils ont à ce jour sorti 6 albums notables, sous forme de deux trilogies : Kan Tri en 2003, Tri Men en 2007, Kan Tri Men en 2011, Route 66 en 2014, Route 29 en 2016 et En Route pour la gloire en 2019.

## Histoire
Ces trois artistes de la « Breizh beat generation » se sont rencontrés au début des années 1970. Après une collaboration intense au sein de la coopérative musicale Névénoé de 1973 à 1979, chacun a mené sa propre carrière en solo : conte pour Patrik Ewen, chanson tout public et jeune public pour Gérard Delahaye, et chanson pour Melaine Favennec. Tout en continuant leur parcours solo, ils ont créé le « lumineux trio EDF » en 1999, à l'occasion d'un concert. Depuis, ils se produisent sur scène au rythme d'environ 20 à 30 concerts par an.
Leurs influences musicales affichées sont la chanson française, la tradition bretonne et celtique, le folk américain mais aussi le blues et le rock. Ils sont tous trois guitaristes et violonistes (violoneux ou fiddler serait plus juste) et Patrik Ewen apporte les couleurs du banjo, harmonica ou accordéon. Initialement composé de chansons déjà existantes de l'un ou l'autre, leur répertoire s'est peu à peu construit autour de chansons originales, qui s'inscrivent musicalement dans ces registres. Ils chantent principalement en français, mais revendiquent aussi le breton et l'anglais.
Leur originalité tient bien sûr à ces mélanges, mais aussi au fait que ce sont trois solistes, et trois hommes avec une belle expérience de la scène, capables chacun de chanter comme leader ou comme choriste. Ils naviguent entre des ambiances très variées, de l'hilarité partagée (Le Port de Concarneau) au protest-song (A Lampedusa), du blues celtique électrisé (Sous l'hangar) à la ballade traditionnelle revisitée (An hini a garan). Ils cherchent à donner à leurs chansons un sens actuel ou actualisé car intemporel, tout en travaillant la forme des mots et des mélodies.

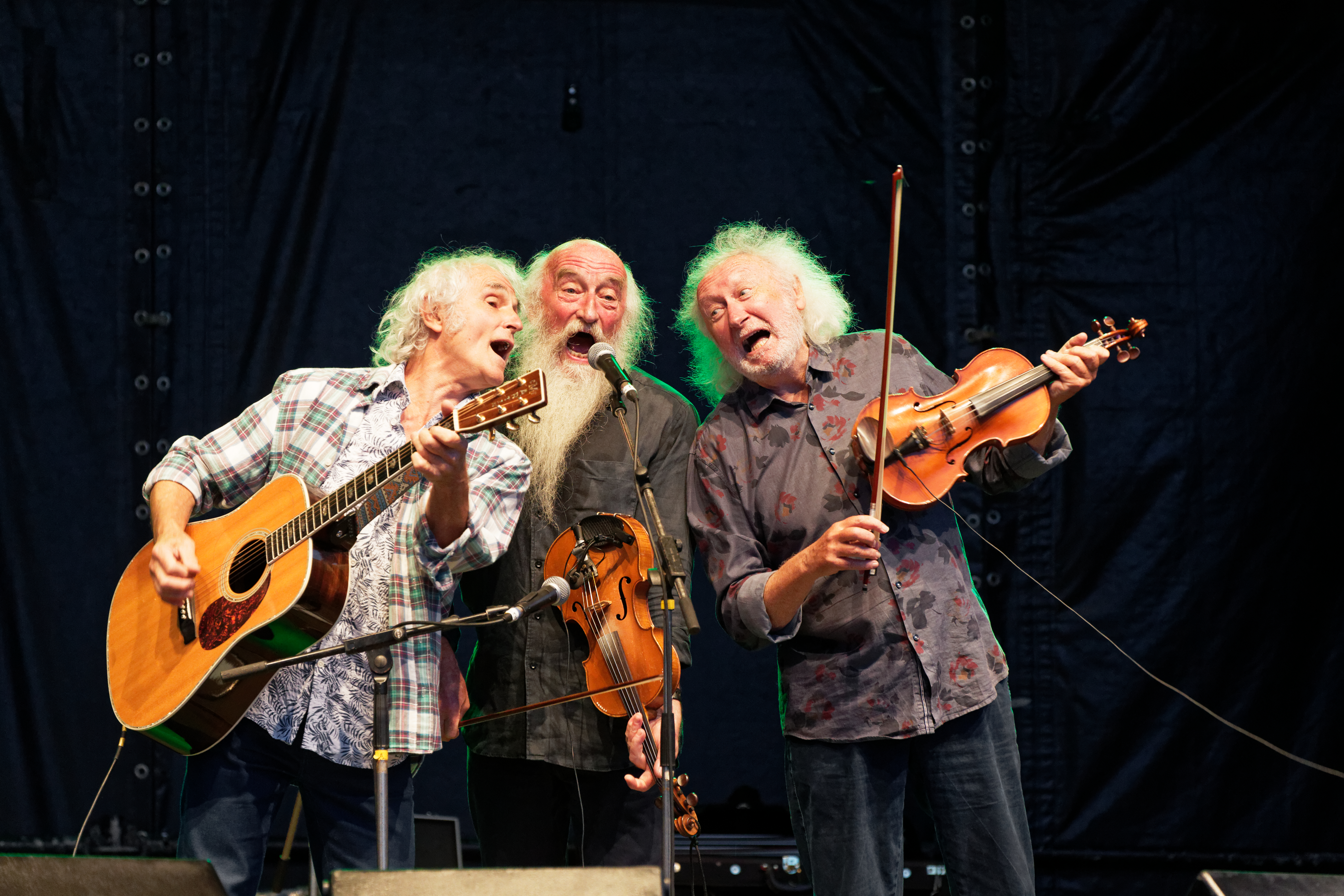
Le trio en 2019 à St-Thégonnec

Le 29 janvier 2008, le groupe est en concert à L'Olympia à Paris, en première partie de Tri Yann.
|              |
| Patrik Ewen. |

|                  |
| Gérard Delahaye. |

|                   |
| Melaine Favennec. |

|                                        |
| Façade de l'Olympia (29 janvier 2008). |

## Discographie

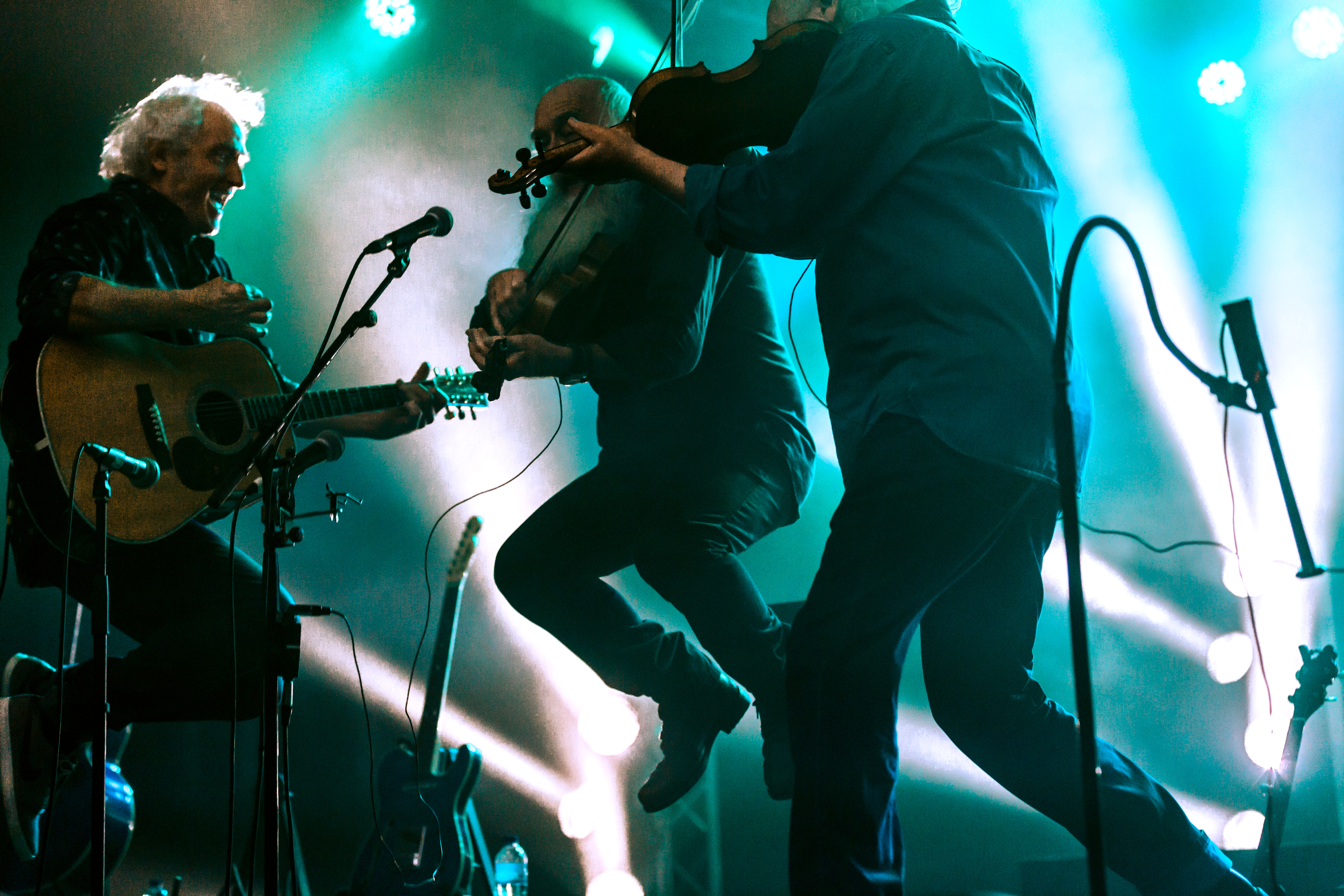
Les 3 artistes sur scène

### Documentaires
- Salut les vieux frères ! Kan Tri, film d'Alain Gallet, 2004, Aligal Production / France 3 Ouest, 52 min.